# Tour d'Allemagne 1911
Le Tour d'Allemagne 1911 est la 1re édition du Tour d'Allemagne, une course cycliste qui s'est déroulée du 21 au 27 mai 1911.

## Déroulement de la course
Le départ est donné à Vratislavie (aujourd'hui en Pologne). Les coureurs arrivent à l'issue de la 6e étape Aix-la-Chapelle.

### Liste des étapes
| Étape     | Date        | Villes étapes              |  | Distance (km) | Vainqueur d’étape             | Leader du classement général |
| --------- | ----------- | -------------------------- |  | ------------- | ----------------------------- | ---------------------------- |
| 1re étape | dim. 21 mai | Vratislavie – Dresde       |  | 256           | Hans Ludwig (8 h 33 min 07 s) | Hans Ludwig                  |
| 2e étape  | lun. 22 mai | Dresde – Erfurt            |  | 301           | Adolf Huschke (?? h ?? min)   | Adolf Huschke                |
| 3e étape  | mar. 23 mai | Erfurt – Nuremberg         |  | 262           | Adolf Huschke (?? h ?? min)   | Adolf Huschke                |
| 4e étape  | mer. 24 mai | Nuremberg – Mannheim       |  | 276           | Erich Aberger (?? h ?? min)   | Adolf Huschke                |
| 5e étape  | jeu. 25 mai | Mannheim – Bingen am Rhein |  | 273           | Thomas Hartmann (?? h ?? min) | Adolf Huschke                |
| 6e étape  | sam. 27 mai | Cologne – Aix-la-Chapelle  |  | 125           | Erich Aberger (?? h ?? min)   | Hans Ludwig                  |

### Classement final
| Classement final | Classement final | Classement final | Classement final | Classement final    |
|                  | Coureur          | Pays             | Équipe           | Temps               |
| ---------------- | ---------------- | ---------------- | ---------------- | ------------------- |
| 1er              | Hans Ludwig      |                  | '                | en 54 h 48 min 11 s |
| 2e               | Adolf Huschke    |                  |                  |                     |
| 3e               | Hans Hartmann    |                  |                  |                     |
| 4e               | Jakob Meck       |                  |                  |                     |
| 5e               | Erich Aberger    |                  |                  |                     |
| modifier         |                  |                  |                  |                     |